# Rosničkovití
Rosničkovití (Hylidae) je čeleď žab.
Starší národní název čeledi byl rosničky a rosičky.

## Rozšíření
Rosničkovití jsou rozšířeni v Eurasii, severní Africe, Severní a Jižní Americe, Austrálii a na Nové Guineji.

## Vzhled
Dosahují délky 1,6–9 cm. Mají ploché štíhlé tělo a dlouhé končetiny, často s plovací blánou mezi prsty. Většina druhů má na koncích prstů disky. Zbarvení těla je často zelené nebo hnědé, některé druhy jsou intenzivně skvrnité. Žijí většinou na stromech a v keřích. Většina druhů snáší vejce do vody, některá leží nad vodou. Jiné druhy mají přímý vývoj. U některých byla zaznamenána rodičovská péče o potomstvo.

## Taxonomie
Rody rosnice a Nyctimystes se někdy řadí do samostatné čeledi Pelodryadidae.
Čeleď rosničkovití je rozdělena do následujících podčeledí a rodů.
Rosničkovití
- Rosnicovití (Pelodryadinae)
  - Cyclorana
  - Rosnice (Litoria)
  - Nyctimystes
- Phyllomedusinae (Leaf frogs)
  - Listovnice (Agalychnis)
  - Cruziohyla
  - Hylomantis
  - Pachymedusa
  - Phasmahyla
  - Phrynomedusa
  - Phyllomedusa
- Hemiphractinae
  - Cryptobatrachus
  - Flectonotus
  - Gastrotheca
  - Hemiphractus
  - Stefania
- Žabicovití (Hylinae)
  - Acris
  - Anotheca
  - Aparasphenodon
  - Aplastodiscus
  - Argenteohyla
  - Bokermannohyla
  - Bromeliohyla
  - Charadrahyla
  - Corythomantis
  - Dendropsophus
  - Duellmanohyla
  - Ecnomiohyla
  - Exerodonta
  - Hyla
  - Hyloscirtus
  - Hypsiboas
  - Isthmohyla
  - Itapotihyla
  - Lysapsus
  - Megastomatohyla
  - Myersiohyla
  - Nyctimantis
  - Osteocephalus
  - Osteopilus
  - Phyllodytes
  - Plectrohyla
  - Pseudacris
  - Pseudis
  - Ptychohyla
  - Scarthyla
  - Rosnivka (Scinax)
  - Smilisca
  - Sphaenorhynchus
  - Tepuihyla
  - Tlalocohyla
  - Víčkovnice (Trachycephalus)
  - Triprion
  - Xenohyla